# ステキな果実
「ステキな果実」（ステキなかじつ）は、2009年4月22日にリリースされたコミネリサの4枚目のシングル。
発売元はJVCエンタテインメント、販売元はビクターエンタテインメント（VTCL-35057）

## 概要
- 収録されているのは、表題曲の「ステキな果実」とカップリング曲「A Place In The Sun 」、「ステキな果実」のインストゥルメンタルと弾き語りバージョンの計4トラック。
- 「ステキな果実」は2009年4月より、フジテレビNOISE枠にて放送されたテレビアニメ『リストランテ・パラディーゾ』のエンディングテーマ。
- ジャケットはオノ・ナツメの書き下ろしで、ニコレッタとクラウディオが描かれている。

## 収録曲
1. ステキな果実 [4:51] 
作詞：岩里祐穂、作曲：小峰理紗、編曲：濵田理恵
2. A Place In The Sun [4:41] 
作詞・作曲：小峰理紗、 編曲：榊原長紀・小峰理紗
3. ステキな果実 -Instrumental-
4. A Place In The Sun -Instrumental-
5. ステキな果実 -弾き語りVersion- [5:04] 
編曲：小峰理紗